# Ratskeller Leipzig

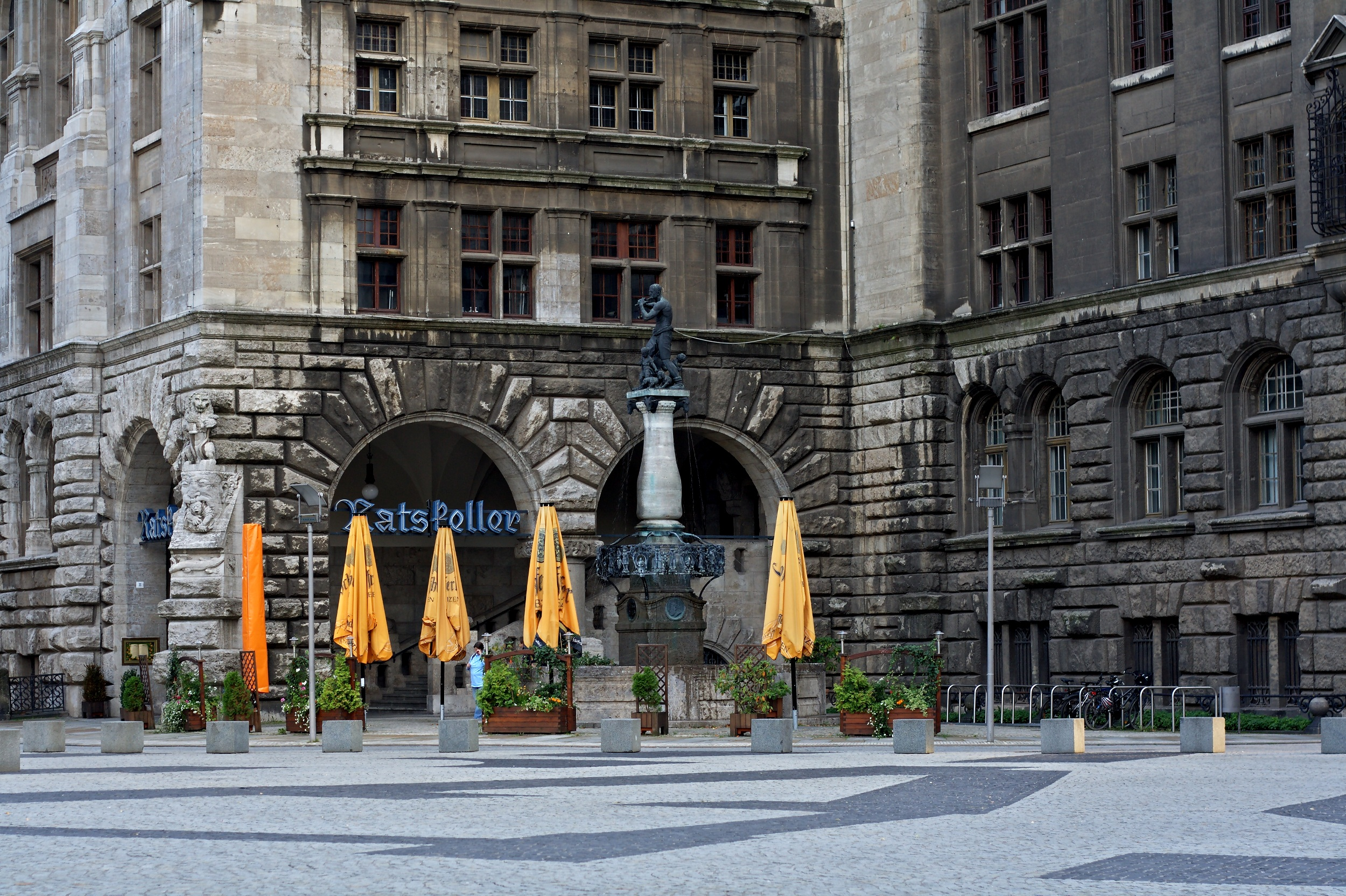
Eingang zum Ratskeller, 2010

Der Ratskeller Leipzig ist eine Gaststätte in Leipzig. Er wurde 1904 im Neuen Rathaus eröffnet, das auf den Grundmauern der alten Pleißenburg errichtet wurde. Der frühere Ratsweinkeller in den Gewölben des Rathauses umfasst sieben Gesellschaftsräume mit insgesamt etwa 700 Plätzen und ist seit den späten 1990er Jahren ein Restaurant mit gutbürgerlich-sächsischer Küche.

## Geschichte
Weder im Vorgängerbau noch im Alten Rathaus gab es zunächst in Leipzig wie andernorts üblich einen Ratskeller, in dem städtisches Bier und lokal angebauter Wein verkauft wurde. Erst 1563 ist ein erster Weinkeller nachweisbar. 1573 bis 1625 betrieb der Rat der Stadt einen Ratsweinkeller im Haus zur goldenen Schlange (heute Barthels Hof). Aufgrund mangelnder Wirtschaftlichkeit verpachtete der Rat von 1626 bis 1811 die Lokalität an den bisherigen Ratsweinschenk. Nachdem der Ausschank unter dem Namen Ratsweinkeller noch einige Jahre weitergeführt wurde, erfolgte 1826 die Einstellung des Betriebes. Ab 1575 befand sich in der Alten Waage am Markt auch eine Ratstrinkstube, die später ebenfalls verpachtet wurde.
Im Jahr 1895 kaufte Leipzig dem sächsischen König Albert die militärisch bedeutungslos gewordene Pleißenburg für über vier Millionen Goldmark ab. Mit Ausnahme des Turmes wurde die Festung 1897 geschleift, um auf den Fundamenten ein neues Rathaus zu errichten. Aus einem internationalen Architektur-Wettbewerb ging der Baumeister Hugo Licht als Sieger hervor; nach seinen Entwürfen entstand zwischen 1899 und 1905 für insgesamt mehr als 10 Millionen Mark das Neue Rathaus. Auf dem Grundriss eines unregelmäßigen Fünfecks wurde – um drei Innenhöfe herum – ein großer Gebäudekomplex errichtet, nach außen hin ohne geschlossene einheitliche Fassade.

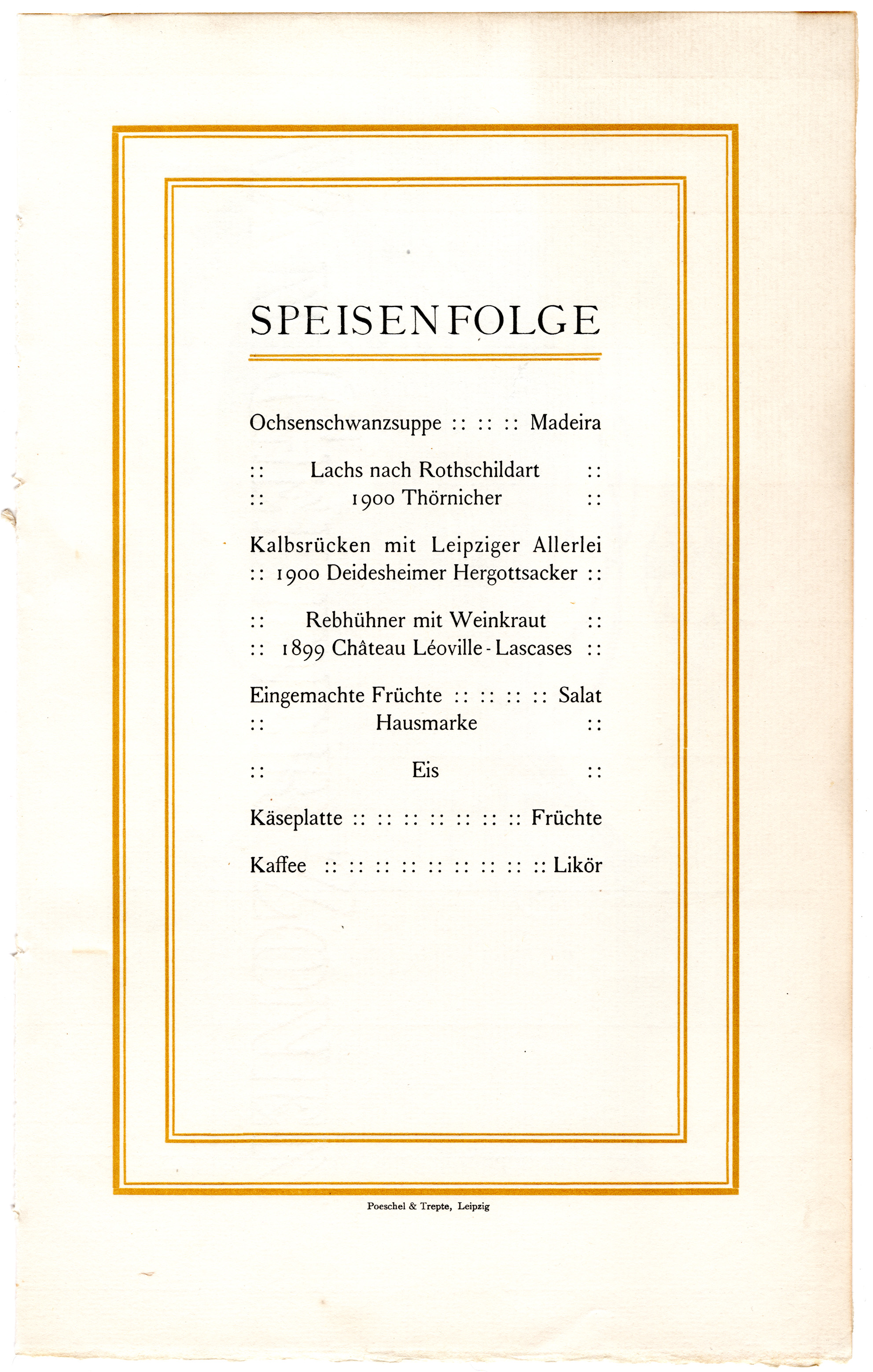
Speisenabfolge bei der Einweihung des Neuen Rathauses, 1905

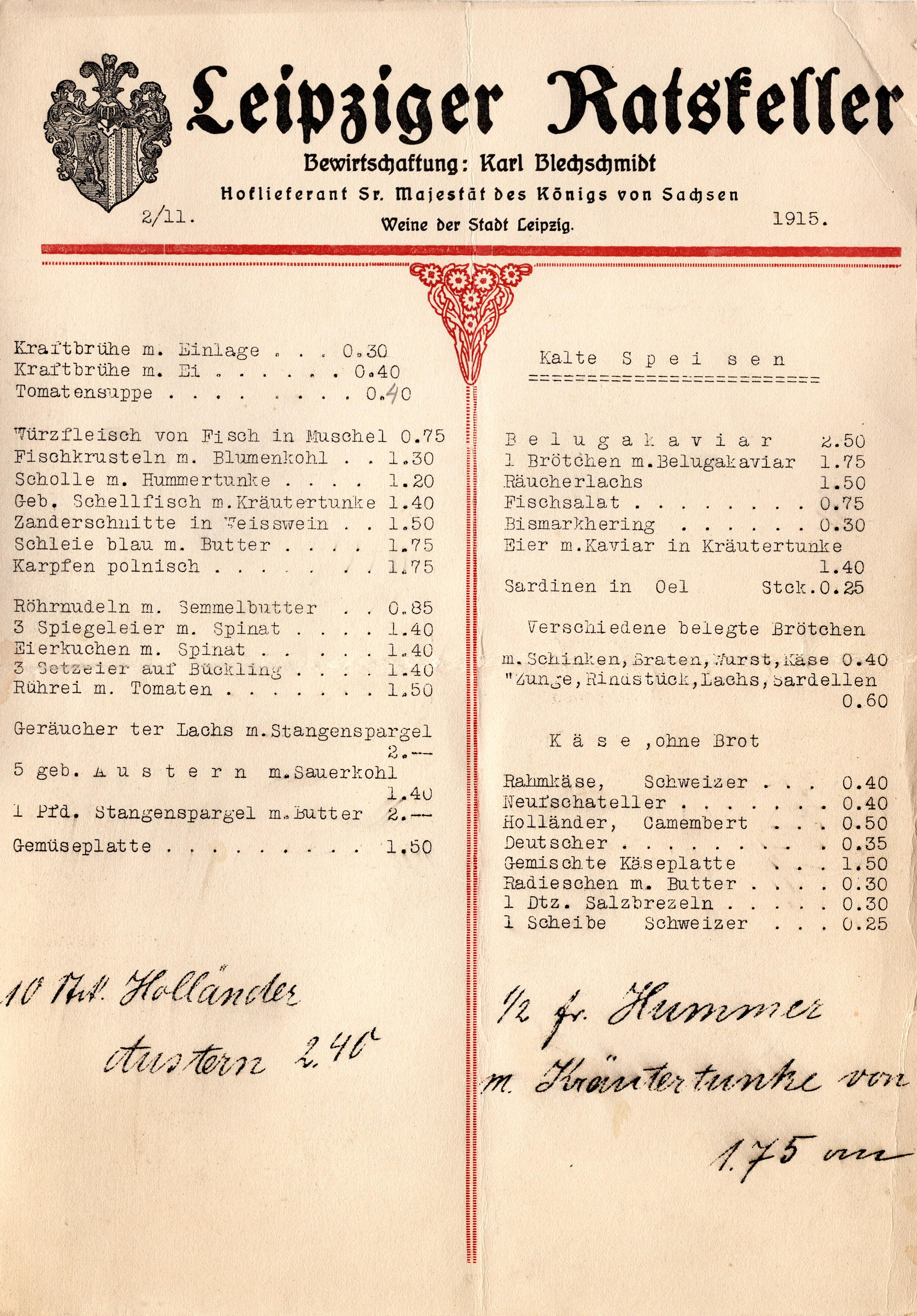
Speisekarte des Ratskellers 1915

Die Ausschreibung des Rathausbaus 1896 sah ausdrücklich einen „Ratskeller mit allen zum Betriebe eines Wein- und Bierschanks nötigen Wirtschafts- und Nebenräumen“ vor, am 9. Mai 1902 erfolgte der Ratsbeschluss, eine Stadtkellerei zu errichten. Im Frühling 1903 wurde damit begonnen, Wein anzukaufen und einzulagern. Die dafür vorgesehenen Kellerräume umfassten 1904 etwa 2.300, heute immer noch annähernd 1.000 Quadratmeter. Am 1. Oktober 1904 wurde noch vor Fertigstellung des Rathauses der Ratskeller eröffnet, der erste Pächter war der Leipziger Wirt Karl Blechschmidt. Die Räumlichkeiten umfassten neben den Lager-, Wirtschafts- und Küchenbereichen das Schoppenabteil (288 Plätze), den Gewandhaussaal (204 Plätze), das mit Jagdtrophäen ausgestattete Jagdzimmer (50 Plätze) sowie die Ratstrinkstube (35 Plätze); später kamen das Hochzeitszimmer sowie der Bachsaal hinzu. 1904 bot die Gaststätte auf 1.056 Quadratmetern Grundfläche Platz für bis zu 740 Gäste. Am 7. Oktober 1905 wurde im Ratskeller anlässlich der Eröffnung des Neuen Rathauses das Festessen unter Beisein des sächsischen Königs Friedrich August III. abgehalten. 1922 wurde die Institution direkt dem Rat der Stadt unterstellt, für die Leitung wurde Hugo Heinke als Wirtschaftsdirektor berufen. Im Jahr 1930 kehrte man erneut zur alten Bewirtschaftungsform zurück, der neue Pächter Wilhelm Karst übernahm den Ratskeller bis zu seinem Tod 1945, seine Frau führte die Geschäfte bis 1949 weiter. Zum 1. September 1949 wurde aus dem Ratskeller ein der Stadt unterstellter KWU-Betrieb (Kommunales Wirtschaftsunternehmen), zwischen 1971 und 1976 übernahm die Handelsorganisation die Bewirtschaftung der Gaststätte. Im Jahr darauf wurde der Ratskeller umfangreich renoviert und mit einem Freisitz versehen. Der Küchenchef Klaus Haustein erhielt 1987 in Berlin den Titel Meisterkoch der internationalen Klasse. Ab 1990 wurde der Ratskeller als kommunale GmbH weitergeführt, zum 1. Juli 1999 wurde die Gaststätte unter dem Namen Ratskeller der Stadt Leipzig GmbH privatisiert und anschließend schrittweise renoviert.
Am Abend des 24. Dezembers 2013 brach im Ratskeller nach einem technischen Defekt ein Brand aus, nach Renovierungsarbeiten und Neugestaltungen wurde das Restaurant am 1. Oktober 2014 wiedereröffnet. Am 27. März 2017 erfolgte mit dem Fassanstich durch den Leipziger Oberbürgermeister Burkhard Jung die feierliche Einweihung der hauseigenen Brauerei Leipziger Braumanufaktur, seitdem stellt der Ratskeller das Kellerbier Lotteraner her. Zwischen 2010 und 2019 wurde in Zusammenarbeit mit der Lene-Voigt-Gesellschaft e.V. das sogenannte Lene-Voigt-Kaffeekabinett betrieben, in dem Ausstellungsstücke zur Mundartdichterin zu sehen waren und Veranstaltungen des Vereins stattfanden. Der Raum soll unter dem neuen Namen Schalander für Bierverkostungen genutzt werden.
2019 beherbergt der Ratskeller die Gast- und Veranstaltungsräume Gewandhaussaal (180 bis 250 Plätze), Großer Keller (150 Plätze), Weinrestaurant (120 bis 150 Plätze), Alte Wache (bis zu 55 Plätze, ehemaliges Jagdzimmer), Admiral Bromme Salon (bis zu 30 Plätze, ehemaliges Hochzeitszimmer), Club Alt-Leipzig (ehemaliger Bachsaal), eine Bar sowie ein hauseigenes Souvenir- und Geschenkegeschäft namens Lotterladen.

Ratskeller 1904
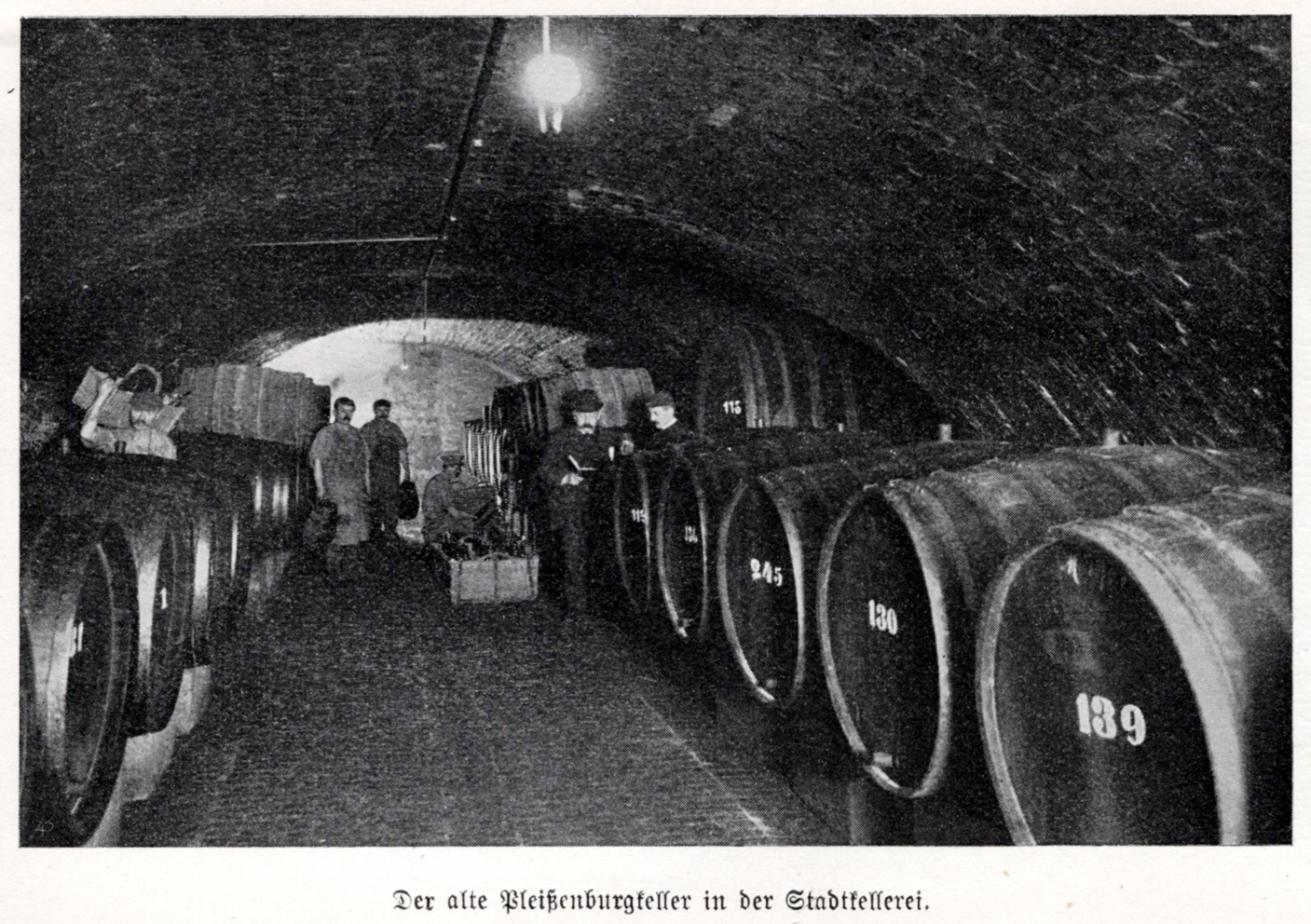
Ratskellerei
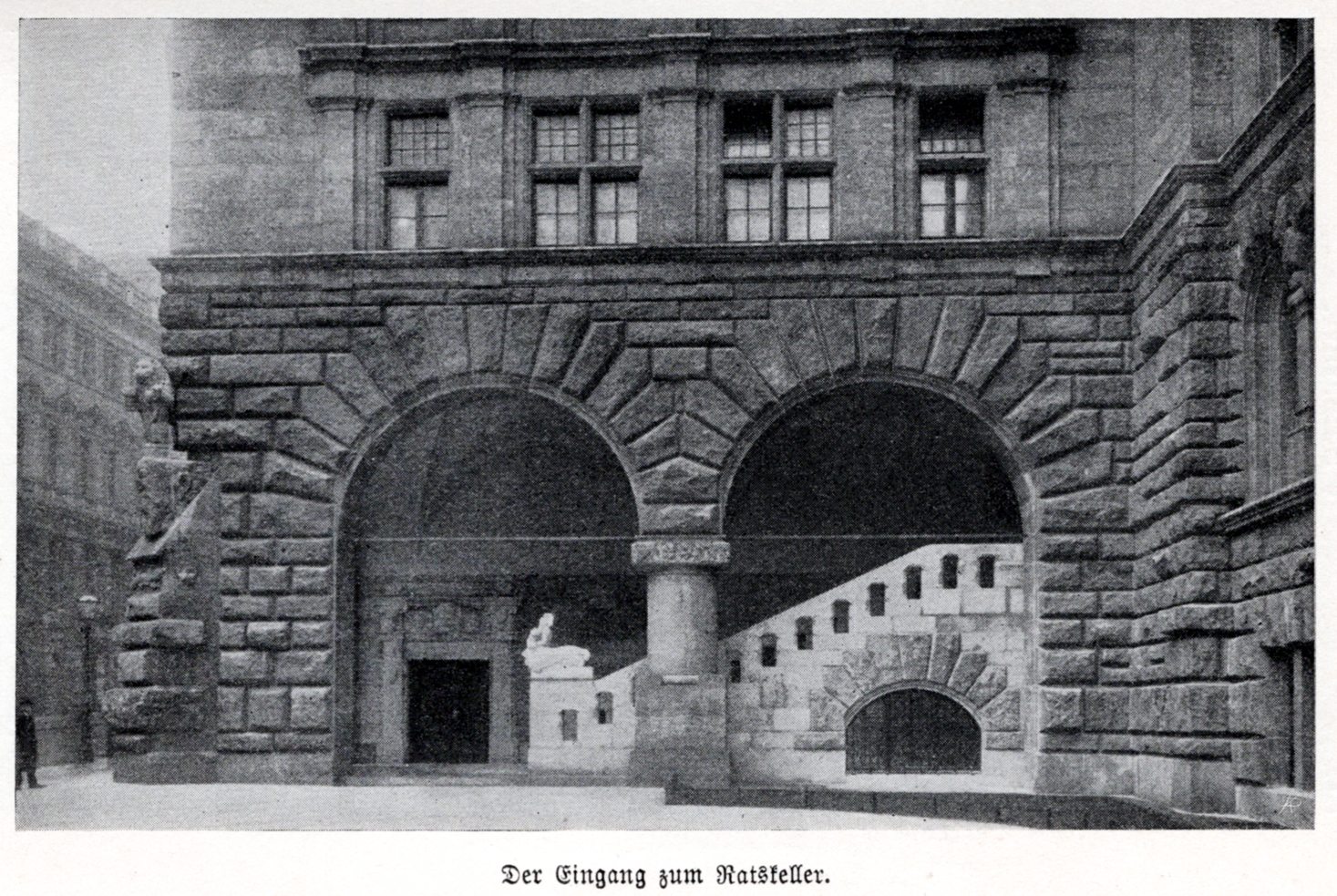
Eingang mit Bauplastiken von Georg Wrba
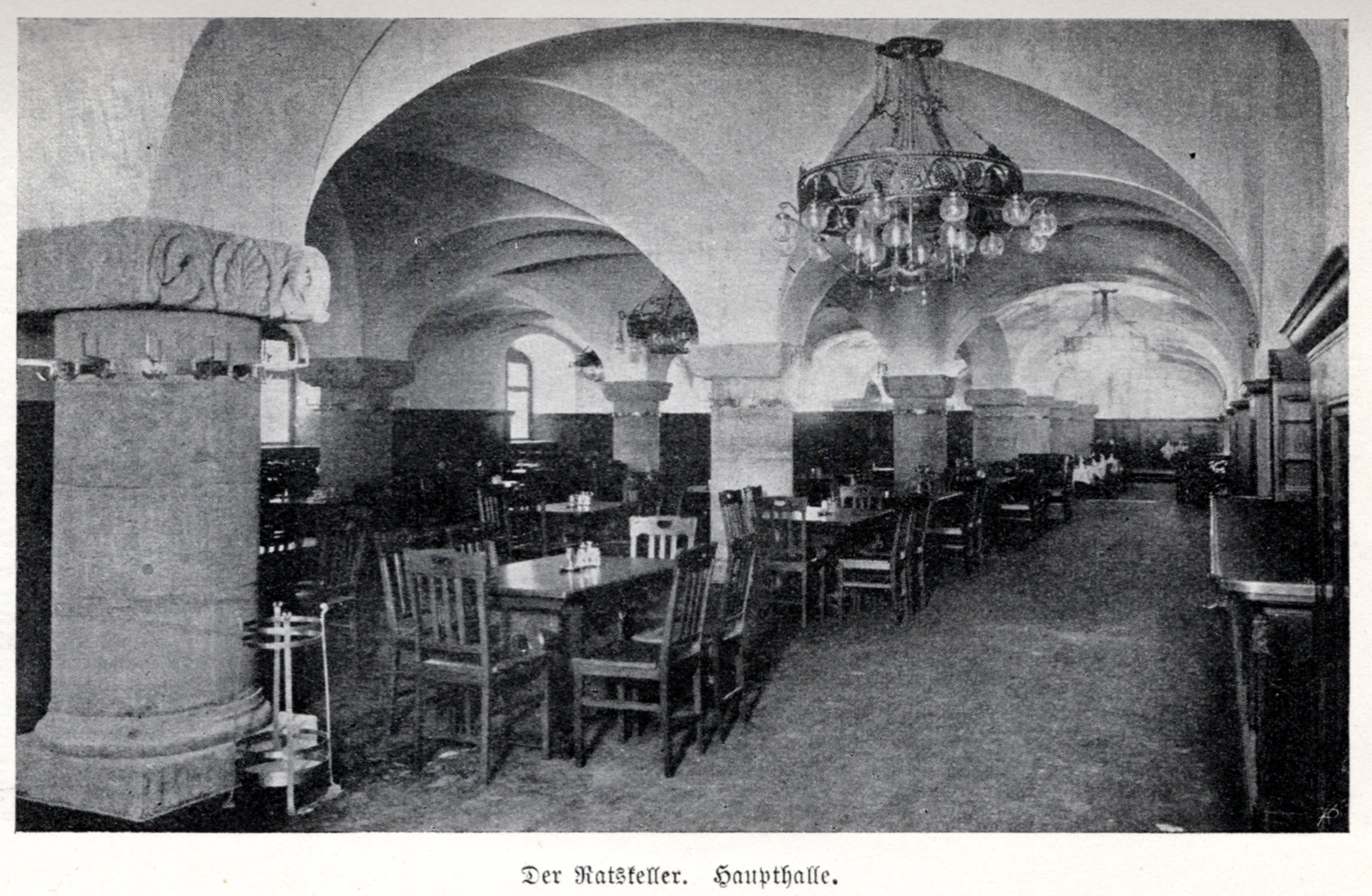
Ratskeller in der Haupthalle
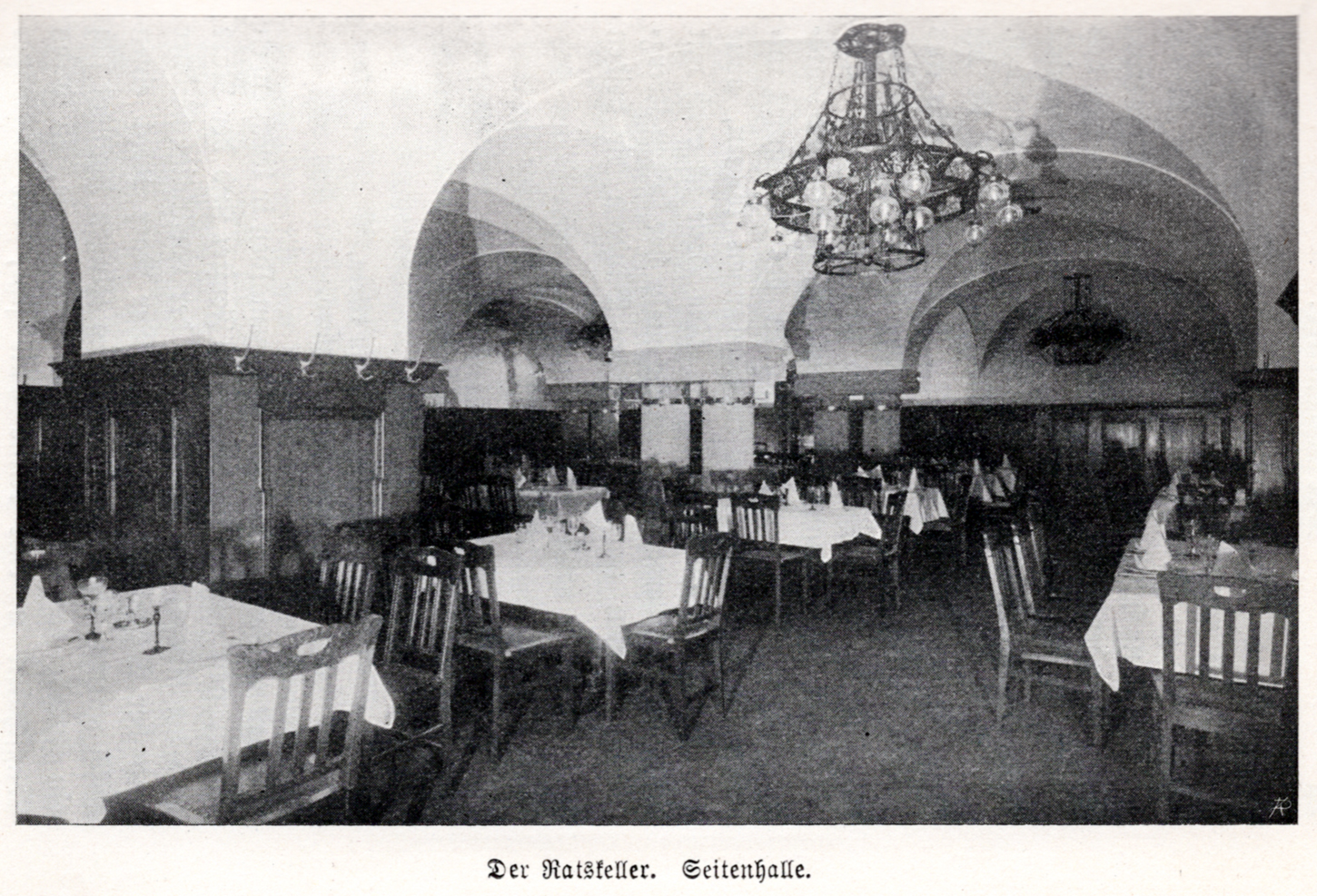
Ratskeller in der Seitenhalle